# 7649 Bougainville
A 7649 Bougainville (ideiglenes jelöléssel 1990 SV5) a Naprendszer kisbolygóövében található aszteroida. Eric Walter Elst fedezte fel 1990. szeptember 22-én.